# Benny Cristo
Ben Cristóvão, beter bekend onder zijn artiestennaam Benny Cristo (Pilsen, 8 juni 1987), is een Tsjechische zanger.

## Biografie
Cristóvão werd geboren uit een Tsjechische moeder en een Angolese vader. Hij begon zijn muzikale carrière in 2009 door deel te nemen aan de talentenjacht Superstar, waarin hij de finale haalde. Een jaar later bracht hij zijn debuutalbum uit. Begin 2020 nam hij deel aan de Tsjechische preselectie voor het Eurovisiesongfestival, die hij uiteindelijk won. Hierdoor mocht hij Tsjechië vertegenwoordigen op het Eurovisiesongfestival 2020 in de Nederlandse stad Rotterdam. Hij zou deelnemen met het nummer Kemama, een verbastering van 'Okay mama'. Het festival werd evenwel geannuleerd. Hij werd vervolgens door de Tsjechische openbare omroep intern geselecteerd voor deelname aan het Eurovisiesongfestival 2021. Met het nummer Omaga (ditmaal een verbastering van 'Oh my god') wist hij de finale niet te halen.
2007: Kabát · 
2008: Tereza Kerndlová · 
2009: Gipsy.cz · 
2015: Marta Jandová & Václav Noid Bárta · 
2016: Gabriela Gunčíková · 
2017: Martina Bárta · 
2018: Mikolas Josef · 
2019: Lake Malawi · 
2021: Benny Cristo · 
2022: We Are Domi · 
2023: Vesna · 
2024: Aiko · 
2025: Adonxs
- Gemeinsame Normdatei: 1227468180
- International Standard Name Identifier: 0000 0001 0525 2424
- MusicBrainz: a2ce5f35-8031-49e3-95e9-c684f3f0b028
- Nationale Bibliotheek van Tsjechië: xx0125652
- Virtual International Authority File: 157612919